# Taylor James
Taylor James (Sevenoaks, 26 gennaio 1980) è un attore britannico, attivo in campo teatrale, televisivo e cinematografico.

## Biografia
Cresciuto tra Inghilterra e Sudafrica, ha studiato recitazione al Northampton College, prima di vincere una borsa di studio al London Studio Center. Dopo la laurea ha cominciato a recitare nel West End londinese, apparendo in musical come Guys and Dolls, Footloose e Mamma Mia. Nel 2007 fece il suo debutto cinematografico con Mamma Mia!, mentre nel 2008 tornò a recitare a Londra nel dramma di Pam Gems Piaf, in scena alla Donmar Warehouse e poi nel West End londinese per la regia di Jamie Lloyd. Successivamente James fu nuovamente diretto da Jamie Lloyd nella prima londinese della commedia di Douglas Carter Beane The Little Dog Laughed in scena al Garrick Theatre del West End. Nel 2015 si è unito alla neofondata Kenneth Branagh Theatre Company per una stagione al Garrick Theatre, durante la quale ha recitato nel ruolo di Capnio ne Il racconto d'Inverno con Judi Dench (2015) e il principe Escalo in Romeo e Giulietta con Richard Madden e Lily James. Attivo anche in campo televisivo e cinematografico, ha recitato anche nelle serie TV, Material Girl e Red Dwarf e nei film Artemis Fowl e Justice League.

## Filmografia

### Cinema
- Mamma Mia!, regia di Phyllida Lloyd (2008)
- Blitz, regia di Elliott Lester (2011)
- Assassinio sull'Orient Express (Murder on the Orient Express), regia di Kenneth Branagh (2017)
- Justice League, regia di Zack Snyder (2017)
- Samson - La vera storia di Sansone (Samson), regia di Bruce Macdonald (2018)
- Artemis Fowl, regia di Kenneth Branagh (2020)
- Zack Snyder's Justice League, regia di Zack Snyder (2021)
- The Beekeeper, regia di David Ayer (2024)

### Televisione
- The L Word - serie TV, 1 episodio (2009)
- Material Girl - serie TV, 1 episodio (2010)
- Siren - serie TV, 1 episodio (2011)
- Red Dwarf - serie TV, 1 episodio (2012)
- Vikings: Valhalla - serie TV (2023-2024)

## Teatro
- Footloose, libretto di Walter Bobbie e Dean Pitchford, colonna sonora di Tom Snow, testi di Kenny Loggins e Dean Pitchford, regia di Paul Kerryson. Tour britannico (2005)
- Mamma Mia!, libretto di Catherine Johnson, colonna sonora degli ABBA, regia di Phyllida Lloyd. Prince of Wales Theatre di Londra (2006)
- Guys and Dolls, libretto di Jo Swerling e Abe Burrows, colonna sonora di Frank Loesser, regia di Michael Grandage. Piccadilly Theatre di Londra (2007)
- Piaf, di Pam Gems, regia di Jamie Lloyd. Donmar Warehouse e Vaudeville Theatre di Londra (2008-2009)
- The Little Dog Laughed, di Douglas Carter Beane, regia di Jamie Lloyd. Garrick Theatre di Londra (2010)
- La morte di Danton, di Georg Büchner, regia di Michael Grandage. Royal National Theatre di Londra (2010)
- La duchessa di Amalfi, di John Webster, regia di Jamie Lloyd. Old Vic di Londra (2012)
- Piaf, di Pam Gems, regia di Paul Kerryson. Leicester Curve di Leicester (2013)
- Il racconto d'inverno, di William Shakespeare, regia di Rob Ashford e Kenneth Branagh. Garrick Theatre di Londra (2015)
- Romeo e Giulietta, di William Shakespeare, regia di Rob Ashford e Kenneth Branagh. Garrick Theatre di Londra (2016)

## Doppiatori italiani
Nelle versioni in italiano delle opere in cui ha recitato, Taylor James è stato doppiato da:
- Gianfranco Miranda in Samson - La vera storia di Sansone
- Luca Graziani in Vikings: Valhalla